# Fora l'amor
Fora l'amor (originalment en anglès: Down with Love) és una pel·lícula estatunidenca, doblada al català, dirigida per Peyton Reed el 2003.

## Argument
Nova York, 1962, i l'amor està florint entre un periodista (McGregor) i una autora de llibres feminista, Barbara Novak (Zellweger). El seu primer llibre, titulat "Fora l'amor", s'ha convertit en un model que segueixen les dones de tot el món, partint d'un principi: les dones poden gaudir del sexe sense que l'amor sigui un obstacle. Convençut que Novak és un frau i que, en el fons desitja el que qualsevol dona (amor i matrimoni), Ewan McGregor intenta desemmascarar-la, fent que s'enamori d'ell, per la qual cosa adopta la tímida personalitat de l'astronauta Zip Martin.

## Repartiment
- Ewan McGregor - Catcher Block
- Renée Zellweger - Barbara Novak
- Sarah Paulson - Vikki Hiller
- David Hyde Pierce - Peter MacMannus
- Rachel Dratch - Gladys
- Jack Plotnick - Maurice
- Tony Randall - Theodore Banner
- John Aylward - E.G.
- Warren Munson - C.B.
- Matt Ross - J.B.
- Michael Ensign - J.R.
- Timothy Omundson - R.J.
- Jeri Ryan - Gwendolyn
- Ivana Miličević - Yvette
- Melissa George - Elkie

## Banda sonora
1. Down With Love - Michael Bublé & Holly Palmer
2. Barbara Arrives - Marc Shaiman
3. Fly Me To The Moon (In Other Words) (Count Basie i la seva Orquestra) - Frank Sinatra
4. One Mint Julep - Xavier Cugat i la seva Orquestra
5. For Once In My Life - Michael Bublé
6. Girls Night Out - Marc Shaiman
7. Everyday Is A Holiday With You - Esthero
8. Kissing A Fool - Michael Bublé
9. Barbara Meets Zip - Marc Shaiman
10. Fly Me To The Moon (In Other Words) - Astrud Gilberto
11. Love in Three Acts - Marc Shaiman
12. Here's To Love - Renée Zellweger & Ewan McGregor